# Нижній Мангіртуй
Нижній Мангіртуй (рос. Нижний Мангиртуй) — село Бичурського району, Бурятії Росії. Входить до складу Сільського поселення Верхньомангіртуйське.
Населення — 154 особи (2015 рік).